# Korsnedtagningen (Rubens)
| Flygeldörrarnas insida visar Jungfru Marie besökelse och Jesu frambärande i templet. |  | Flygeldörrarnas insida visar Jungfru Marie besökelse och Jesu frambärande i templet. |
| Flygeldörrarnas insida visar Jungfru Marie besökelse och Jesu frambärande i templet. |  |                                                                                      |

| Flygeldörrarnas utsida visar Helige Kristoffer och Jesusbarnet till vänster och en eremit till höger. |  | Flygeldörrarnas utsida visar Helige Kristoffer och Jesusbarnet till vänster och en eremit till höger. |
| Flygeldörrarnas utsida visar Helige Kristoffer och Jesusbarnet till vänster och en eremit till höger. |  | |

Korsnedtagningen (nederländska: Kruisafneming) är en oljemålning på ett altarskåp av den flamländske barockkonstnären Peter Paul Rubens. Den utfördes 1612–1614 och är alltjämt utställd i Vårfrukatedralen i Antwerpen som den ursprungligen var avsedd för. Rubens målade ett flertal versioner av det nytestamentliga motivet Korsnedtagningen (se bildgalleri).

## Motivet
Korsnedtagningen är en av Rubens mest imponerande verk och ett perfekt exempel på barockens kännetecken: dramatik, rörelse, ljuskontraster (chiaroscuro) och emotionell intensitet. 

### Corpus
Målningen är en triptyk, bestående av tre paneler, där mittstycket (corpus) skildrar Jesu korsnedtagning på Golgata. I Nya testamentets evangelier skildras hur den livlöse Jesus tas ned från korset av Nikodemos och rådsherren Josef från Arimataia. Evangelierna uppger att även Maria (Kleofas hustru), aposteln Johannes, Maria Salome, Jungfru Maria och Maria från Magdala var närvarande. I Rubens bild skildras Nikodemus stående på stegen, Johannes i förgrunden med röd kappa och Joseph på andra sidan med röd huvudbonad. Jungfru Maria står till vänster medan Maria från Magdala och Maria – antingen Kleofas hustru eller hon som också kalas Salome – knäböjer på marken. Kristus framställs visserligen som huvudperson, men det egentliga temat är samarbetet mellan de som tar ner honom från korset. Den svåra utgiften utförs lugnt och säkert, i andäktig koncentration.  

### Sidopanelerna
I den vänstra sidopanelen skildras Jungfru Marie besökelse, en episod i Lukasevangeliet som berättar om hur den havande Maria besöker sin släkting Elisabet som var havande med Johannes Döparen. Den högra sidopanelen visar Jesu frambärande i templet, en berättelse om hur Jungfru Maria och Josef tog det 40 dagar gamla Jesusbarnet till templet i Jerusalem för att som förstfödd pojke helga honom åt Herren. Där mötte de den gamle Symeon som fått en uppenbarelse att han inte skulle dö förrän han sett Messias. När han såg Jesusbarnet brast han ut i Symeons lovsång.

### Flygeldörrarnas utsida
Flygeldörrarna är också bemålade på utsidan. Dessa bilder, som syns när altarskåpet är stängt, skildrar den helige Kristoffer och Jesus till vänster och en eremit till höger. Enligt medeltida helgonlegender bar jätten Kristoffer Jesusbarnet över en flod och fick då namnet Christophoʹros, grekiska för ’den som bär Kristus’. Han var skyddshelgon för skyttegillet som beställde altarskåpet av Rubens.

## Målningensproveniens
Korsnedtagningen beställdes av Antwerpens skyttegille till Vårfrukatedralen i Antwerpen. Tillsammans med Rubens-målningen Korsresningen stals altarskåpet 1794 av franska revolutionstrupper och fördes till Paris. Efter Napoleonkrigen återlämnades målningarna 1815 till Antwerpen. Korsresningen och Korsnedtagningen stals igen 1914 under första världskrigets inledning och fördes av tyska trupper till Berlins stadsslott där de förvarades till 1918 då de återlämnades till Antwerpen. 

## Konstnären och relaterade målningar
Rubens var en av de mest framstående flamländska barockmålarna och inspirerades av italienska mästare som Leonardo da Vinci, Michelangelo, Tizian och Caravaggio. I Korsnedtagningen kan Caravaggios inflytande skönjas i den dramatiska chiaroscuro-tekniken (starka ljus- och skuggeffekter) och den realistiska skildringen av människorna. Influenser från Michelangelo syns i den döde Kristus muskulösa, klassiska gestalt och från Tizian i den säkra färgkänslan med mättade och generösa färger.
Efter sin åttaåriga vistelse i Italien återvände Rubens till Antwerpen 1608 där han året därpå utnämndes till hovmålare åt Albrekt VII av Österrike och Isabella Clara Eugenia av Spanien som var ståthållare i Spanska Nederländerna. Vid tiden för Korsnedtagningens färdigställande började affärerna gå så bra för Rubens att hans verksamhet utökades till en ateljé med flera konstnärer för att kunna möta efterfrågan. Han och hans ateljé målade ett flertal versioner att motivet Korsnedtagningen. Mest känd är versionen i Vårfrukatedralen som bland annat inspirerade Rembrandt att 20 år senare måla sin version av motivet.  
I Vårfrukatedralen i Antwerpen finns flera verk av Rubens: Korsresningen (1610–1611), Kristi uppståndelse (1611–1612) och Jungru Marie himmelsfärd (1626).

## Bildgalleri
| Version           | År              | Samling                                                | Teknik           | Storlek (cm) | Proveniens |
| ----------------- | --------------- | ------------------------------------------------------ | ---------------- | ------------ | --- |
|                   | cirka 1600–1602 | Siegerlandmuseum, Oberes Schloss(en), Siegen           | olja på duk      | 203 x 257    | |
|                   | cirka 1612      | Musée des Beaux-Arts de Valenciennes(en), Valenciennes | olja på duk      | 320 x 195    | |
|                   | 1612            | Cathédrale Notre-Dame de Saint-Omer(en), Saint-Omer    | olja på duk      | 350 x 260    | |
|                   | 1611–1613       | Courtauld Institute of Art, London                     | olja på träpannå | 115,2 x 76,2 | Testamenterad 1947 av Arthur Lee, 1:e viscount Lee av Fareham till Courtauld Institute of Art.                                                                |
|                   | 1612            | Vårfrukatedralen, Antwerpen                            | olja på träpannå | 421 x 311    | |
|                   | cirka 1617      | Palais des Beaux-Arts de Lille                         | olja på duk      | 429 x 295    | Den beställdes av kapucinordens kloster i Lille. Konfiskerades 1803 av franska revolutionstrupper och har sedan dess hängt på Palais des Beaux-Arts de Lille. |
|                   | cirka 1617–1618 | Eremitaget, Sankt Petersburg                           | olja på duk      | 297 x 200    | Förvärvad av Eremitaget 1814; tidigare i Joséphine de Beauharnais samling i Malmaison.                                                                        |
| The Kalisz Rubens | cirka 1615–1619 | försvunnen                                             | olja på duk      |              | Original stulen. Den hängde i Katedra św. Mikołaja Biskupa w Kaliszu(en) i Kalisz. Där hänger nu en kopia.                                                    |